# Otto W. Werren
Otto W. Werren (* 1949 in Berlin) ist ein deutscher Künstler.

## Leben
Otto W. Werren hat den Beruf des Korbmachers erlernt. Sein bürgerlicher Name ist Wolfgang Altmann. 1985 zog er mit seiner Familie von Berlin nach Obervorschütz. Er war 17 Jahre im elterlichen Betrieb beschäftigt, eröffnete einen Großhandel und übernahm Vertretungen im Korbwaren- und Geschenkartikelbereich. Nach einer kurzen Außendienstzeit im Versicherungs- und Bauspargeschäft eröffnete er ein Korbwarenatelier in Beiseförth. Dort entwickelte er seine Kunstrichtung, die Geflechtkunst, der er den Namen Brai.dArt gab. Er wohnt seit 1985 in Obervorschütz.

## Ausstellungen (Auswahl)
- 8 Einzelausstellungen zwischen Kloster Nütschau bei Bad Oldesloe über Kassel bis Lichtenfels/Ofr.
- 21 Gruppenausstellungen z. B. in der Paulskirche Frankfurt, Orangerie Straßburg, Kunstwoche Kleinsassen, Jelsz-Laskowice/Polen und Berlin
- 3 Dauerausstellungen
- 3 Charity-Ausstellungen in Kassel, Fritzlar und Gudensberg
- 5 Themenausstellungen des KünstlerQuartier-Gudensberg von ihm kuratiert: u. a. „Was uns bewegt“ im Volkswagenwerk Kassel/Baunatal, „Deutsch Italienische Schleckereien“ in Gudensberg, „Alles im Fluss“ in Felsberg

## Performances (Auswahl)
- Im Rahmen der Aktion 1000 Pfähle für Gudensberg hat er mit Feuerwehrschläuchen und 7 Pfählen ein Brückengeländer ausgeflochten
- DGH Gudensberg-Deute Rapunzel lass dein Haar herab
- Brückenflechten unter der Schirmherrschaft von Justizministerin Eva Kühne-Hörmann zwischen Alten- und Neuenbrunslar